# ティルブルフ
ティルブルグ （オランダ語: Tilburg [ˈtɪlbʏr(ə)x] ( 音声ファイル)）は、オランダの北ブラバント州にある基礎自治体（ヘメーンテ）で、オランダで第6位の人口を擁する都市である。

## 歴史
ティルブルグの初期の歴史についてはよく知られていない。709年以降の文書にティルブルグの名前が初めて現れた。その後数世紀、ティルブルグについての言及が途絶えてしまう。中世後期、ティルブルグは町や村という集落ではなく、地域一帯を指す名称であったと思われる。地域には二つの集落があり、その一方が東ティルブルグと呼ばれていた。この集落の中心の丘には木造の小さな城か塔があったと思われるが、数世紀後には取り壊され、現在その痕跡は全く残っていない。ただし、城を取り囲んでいた堀の跡はわずかに残されている。14世紀に入ると、ティルブルグは荘園となった。近隣の町ホールレと共に、ティルブルグとホールレの荘園という称号を獲得した。 
荘園の権利は、継続して幾名かの貴族家系の領主の物となっていった。彼らは村から支払われる税、高級品、利息から収入を得ていた。
15世紀、ティルブルグ領主の一人であるヤン・ファン・ハストレヒトがティルブルグ城を建てた。『ハッセルトにある石造の大広間』は、いくつかの歴史的文書に記載が残されている。不運なことに、1858年に城は工場をつくるために取り壊された。しかし今も市の紋章の中に残っている。城の原型のレプリカが、1995年頃、工場が去った後の元々の場所に復元された。1803年、ホールレがティルブルグから切り離された。1809年、ティルブルグは都市権を得た。その年の人口はおよそ9,000人だった。

### 家畜の地
ティルブルグは家畜の地と呼ばれる場所に成長した。ヒツジの餌のため牧草を集められる土地であり、砂質の道が3つ交わる小区画であった。こういった三角形の形をした区画は、いまもティルブルグ市内の多くの場所の設計に反映されている。

### オランダの羊毛の首都
これらの村落に住んでいた貧しい農夫たちは、羊毛を売ることをやめ、自身で紡績することに決めた。長きに渡り、彼らの非常に小さな自宅は織機で占拠されていた。17世紀にティルブルグにあった織機の数はおよそ300だった。企業心にとんだ人々が、飛躍の機会を見いだした。服地商と呼ばれてもいた彼らは、紡績業者が家内で仕事するための原材料を供給したのである。ティルブルグ初の作業所ができた。その時点から、羊毛産業が急速に成長し、1881年にはティルブルグに145の作業所があった。家内制紡績は続行したが、それは20世紀初頭までだった。ティルブルグ製の毛織物は広く知られていた。第二次世界大戦後、ティルブルグはオランダの羊毛の首都としての地位を保持していたが、1960年代に入って産業が衰退した。1980年代には羊毛作業所の数は片手で数えられるほどに減った。現在のティルブルグの産業は、多様な企業と業種に支えられている。

### オランダ王ヴィレム2世
ヴィレム2世 (1792年-1849年)は、常に温情をティルブルグに対し表した。『ここに来ると私は自由に呼吸でき、幸せを感じる。』と、彼はかつて町で言った。ヴィレム2世は常に、財政面からティルブルグを支援した。彼はヒツジの飼育を改善し、新たな農場を建て、ヨゼフ通りに兵舎を創設した（この建物は現在市の公文書館にされた）。王はいつも数名の友好的な製造業者から歓迎を受けていたので、彼はティルブルグに自身の邸宅を必要とした。宮殿は19世紀半ばに建設された。
ヴィレム2世が亡くなる数ヶ月前、彼の宮殿が完成した。宮殿は現在シティ・ホールの一部となっている。1987年、宮殿に近接して、ヴィレム2世を記念するオベリスクが建てられた。1874年からあった古いものと取り替えたのである（1968年に町の風景から失われていた）。修復後、ヴィレム2世像は再び、彼がかつて市民の間で幸福を感じたであろう市の中心部に据えられている。

### 祝祭の町
ティルブルグでは多くの祭りが開催される。フェスティヴァル・ムンディアル（ワールド・ミュージック）、ジャズ・フェスティヴァル、インディーズ系フェスティヴァルなどがある。ベネルクス諸国最大ともいわれる移動遊園地が、毎年7月に10日間開催される。移動遊園地開催時の月曜日は、『ピンクの月曜日』（Roze Maandag）と呼ばれ、同性愛者たちが集い、異性愛者たちも楽しむイベントとなっている。

## 地区
ティルブルグ基礎自治体には次の地区が存在する。
- ティルブルグ
- Berkel-Enschot
- Udenhout

## 交通
道路
高速道路 A 58、A 65、A 261が自治体を通過している
鉄道
オランダ鉄道のティルブルグ駅からの主な列車は、ロッテルダム中央駅、デン・ハーグ方面へのインターシティが1時間に2本、ナイメーヘン方面へのインターシティが1時間に2本運行されている。アムステルダム中央駅へはスヘルトーヘンボスで乗り換えて約1時間30分掛かる。

## 姉妹都市
- ルブリン（ポーランド）
- マタガルパ（ニカラグア）
- サメ（タンザニア）
- エンフレニ（南アフリカ）
- 南足柄市（日本）
- ゼムン（セルビア）